# Bulgan járás (Keleti tartomány, Mongólia)
Bulgan járás (mongol nyelven: Булган сум) Mongólia Keleti tartományának egyik járása. Területe 6900 km². Népessége kb. 2200 fő.
Székhelye, Öndörhosú (Өндөрхошуу) 60 km-re fekszik Csojbalszan tartományi székhelytől.